# Madonna col Bambino tra i santi Cosma e Damiano
La Madonna col Bambino tra i santi Cosma e Damiano è un dipinto ad affresco riportato su tela di Floriano Ferramola, datato 1525 e conservato nel monastero di Santa Croce di Brescia, nella cappella della Casa Accoglienza.

## Storia
L'affresco è riconducibile alla vasta serie di affreschi che il Ferramola eseguì nei locali del monastero negli anni '20 del XVI secolo, in particolare attorno al 1525-26. Non si tratta, fra l'altro, dell'unica presenza del Ferramola in Santa Croce, poiché vi si trovano anche affreschi egualmente a lui attribuiti ma datati 1507.
Il dipinto si trovava originariamente nell'antica infermeria del monastero, sulle cui pareti fu ritrovato durante i generali restauri del complesso degli anni '60 del Novecento. Dopo essere stato strappato e riportato su tela per garantirne la conservazione, si trova oggi nella cappella della Casa Accoglienza delle Ancelle della Carità, che gestiscono l'ex monastero dal 1965.

## Descrizione
Il dipinto raffigura al centro la Madonna con in grembo il Bambino Gesù, seduta su un trono sontuoso. Il Gesù Bambino regge un crocifisso, mentre una lunga spada trafigge il cuore di Maria. Ai lati vi sono i santi Cosma e Damiano, recanti le palme del martirio e gli strumenti della loro professione dei medici, in conformità all'originale collocazione dell'affresco, cioè nell'infermeria. Le vesti dei due santi sono molto eleganti, foderate in pelliccia rosso mattone e giallo oro. Anche l'abito di Maria è ricco ed elegante, rivestito di stelle dorate su fondo blu.
Sul basamento del trono della Madonna, reso con una cornice mistilinea, si trovano le iniziale S.C. (Santa Croce?) mentre, più in basso la data DIE 10 JVLI MDXXV. Sulla fascetta bianca alla base è invece riportata una lunga iscrizione dedicatoria. Le scritte S. COSME e S. DAMIAE sotto i piedi dei due santi forniscono la rispettiva identificazione.
Incornicia la sacra conversazione una finta architettura marmorea, con lesene decorate a candelabra, basamento e architrave modanati.

## Stile
Il dipinto è giudicato molto bene da Rossana Prestini nel 1990, che lo dice "splendido" e loda i "volti giovani e belli e le mani con movenze aristocratiche" dei due santi. Anche l'espressione del volto della Madonna, dai lineamenti delicati, è resa in modo pregevole, appena malinconica.
La studiosa fa poi notare le "minuscole presenze di volatili, appena disegnati, e di altri animaletti; accanto a san Damiano, un delicatissimo bestiario raccoglie le movenze agili di due coniglietti, di una lucertola e di un gruppo di cervidi su una altura". Altre figurine simili affollano lo sfondo dietro san Cosma.
Gaetano Panazza, nel 1964, commenta a sua volta l'affresco e lo dice "certamente del Ferramola".